# 和親
和亲，本義為和睦相亲，又指兩國和議結好關係。唐宋以後，由於唐詩宋詞常以「和親」借諷嫁公主予外族求和平，漸漸與「外族聯姻」掛勾，又可稱和蕃，是指中原王朝或自視為中華正統國家的君主将自己或宗室的女儿或國內其他女性嫁給藩屬国或被視為夷狄的君主或以示兩國友好，增進彼此關係，具有政治目的聯姻。
中国的「和亲」政策始于汉高祖刘邦，和亲从此以后发展成为对外政策，和亲之举不绝于书。中国历代和亲有自愿也有被迫。比如汉朝王昭君自愿请命嫁匈奴呼韩邪单于。而汉初汉朝被迫嫁翁主给匈奴冒顿单于、军臣单于、伊稚斜单于。和亲结果有成功也有失败。例如，王昭君出嫁匈奴成功铸造了当时汉朝与匈奴的友好关系，但汉初嫁给匈奴的汉朝公主，却没能阻止匈奴侵犯汉朝。

## 意義
唐宋以前，與外族和親未必以公主聯姻，凡以聯姻之和親，必有描述。而和親之法有雙方開合市互市、一方接受一方歸義朝貢、雙方結盟、嫁公主聯姻等。和親與聯姻的關係在這階段不相等。例子如下︰
1. 《漢書.匈奴傳》︰是時匈奴以漢將數率衆往降，故冒頓常往來侵盜代地。於是高祖患之，迺使劉敬奉宗室女翁主為單于閼氏，歲奉匈奴絮繒酒食物各有數，約為兄弟以和親，冒頓迺少止。(按︰此「和親」有言以聯姻。)
2. 《北史.柳虯傳》︰及突厥啟人可汗求和親，復令謇之送義成公主於突厥。(按︰此「和親」亦言聯姻。)
3. 《後漢書.班超傳》︰初，月氏甞助漢擊車師有功，是歲貢奉珍寶、符拔、師子，因求漢公主。超拒還其使，由是怨恨。(按︰凡記貴霜帝國欲娶漢公主事，未言「和親」一詞。)
4. 《後漢書.南匈奴傳》︰二十七年，北單于遂遣使詣武威求和親，天子召公卿廷議，不決。皇太子言曰：「南單于新附，北虜懼於見伐，故傾耳而聽，爭欲歸義耳。今未能出兵，而反交通北虜，臣恐南單于將有二心，北虜降者且不復來矣。」帝然之，告武威太守勿受其使。(按︰此北匈奴求「和親」，實名「歸義」、「降」，無聯姻之舉。)
5. 《後漢書.南匈奴傳》︰會北單于欲合巿，遣使求和親，顯宗冀其交通，不復為寇。乃許之。(按︰此「和親」乃合市，無聯姻之舉。)
6. 《後漢書.南匈奴傳》︰元和元年，武威太守孟雲上言北單于復願與吏人合市，詔書聽雲遣驛使迎呼慰納之......伊屠於閭鞮單于宣，元和二年立。其歲，單于遣兵千餘人獵至涿邪山，卒與北虜溫禺犢王遇，因戰，獲其首級而還。冬，孟雲上言：「北虜以前旣和親，而南部復往鈔掠，北單于謂漢欺之，謀欲犯塞，謂宜還南所掠生口，以慰安其意。」肅宗從太僕袁安議，許之。(按︰此「和親」亦為合市，無聯姻之舉。)
7. 《後漢書.烏桓傳》︰初，冀州牧袁紹與前將軍公孫瓚相持不決，蹋頓遣使詣紹求和親，遂遣兵助擊瓚，破之。紹矯制賜蹋頓、難樓、蘇僕延、烏延等，皆以單于印綬。(按︰此和親乃結盟也，無聯姻之舉。)
8. 《唐會要.卷九十四》︰七年閏七月。秦王世民與虜遇於豳州。頡利突利二可汗。率萬騎奄至城西。秦王帥騎馳詣虜陣。告之曰︰「國家與可汗和親。何為負約。深入我地。我秦王也。能鬥獨出與我鬥。若以眾來。我直以此百騎相當耳。」頡利不應。又遣騎前告之︰「爾往與我盟。有急相救。今乃相攻。何無香火情。」突利亦不應。頡利見秦王輕出。又聞香火之言。疑突利與王有謀。乃遣止之曰︰「王不須渡。我但欲申固盟約耳。」兵少卻。後雨久虜弓筋膠俱解。秦王潛師夜進。頡利大驚。乃請和親。(按︰此「和親」當指結盟交好，無聯姻之舉。)
9. 《宋史.李沆傳》︰沆为相，王旦参政事，以西北用兵，或至旰食。旦叹曰："我辈安能坐致太平，得优游无事耶？"沆曰："少有忧勤，足为警戒。他日四方宁谧，朝廷未必无事。"后契丹和亲，旦问何如，沆曰："善则善矣，然边患既息，恐人主渐生侈心耳。"旦未以为然。(按︰此「和親」指宋遼「澶淵之盟」，無聯姻之舉。)

唐宋及以後，和親多有所指聯姻，尤以詩詞為甚，後史籍論述亦有以和親指聯姻，如︰
1. 《皇明經世文編.卷之三百二十六》︰如漢之和親。宋之獻納。是制和者在夷狄。而不在中國。
2. 《懐麓堂集.巻三十九》︰漢唐疆宇雖廣，而和親、歲幣所費不訾。

## 歷史

### 中國
和親始作人是西漢高祖劉邦，白登被圍七日之後周勃解圍擊退冒頓，接受婁敬獻策，開啟了「和親政策」；有汉一代，有多位宗室女子以公主或翁主的身份下嫁匈奴单于。在汉武帝时期，造成省思與萬物两位宗室翁主刘细君、刘解忧分别出嫁西域国家以为联攻匈奴。此後隋、唐皆有和親。

### 朝鮮
朝鮮王朝時期，朝鮮仁祖為免被清朝入侵，封宗室李愷胤之女李愛淑為義順公主，並作為朝鮮孝宗的養女嫁給多爾袞，原為錦林令的李愷胤亦被晉封為錦林君。

### 越南
越南陳朝時，先有陳聖宗把皇妹安姿公主嫁給元朝鎮南王脫歡，後有陳英宗把皇妹玄珍公主嫁給占城王制旻為妃。廣南國君主阮熙宗有兩位女兒和親，一女阮氏玉誇嫁給占城王波羅美，另一女阮氏玉萬嫁給柬埔寨國王吉·哲塔二世。

### 引用
1. ↑  《左传·襄公二十三年》：“ 中行氏 以伐 秦 之役怨 欒氏 ，而固与范氏和亲。”
2. ↑  《礼记.乐记》：“在闺门之内，父子兄弟同听之，则莫不和亲。”
3. ↑  《隶释·汉李翊夫人碑》：“九族和亲，若弃附根。”
4. ↑  《吴越春秋·夫差内传》：“﹝ 吴王 ﹞不意颇伤齐师，愿结和亲而去。”
5. ↑  《三国志·蜀志·诸葛亮传》：“﹝ 亮 ﹞遣使聘吴，因结和亲，遂为与国。”
6. ↑  《晉書.劉喬傳》"春秋之時，諸侯相伐，復為和親者多矣。"
7. ↑  《汉书 卷九十四上》：“于是高祖患之，乃使刘敬奉宗室女翁主为单于阏氏，岁奉匈奴絮缯酒食物各有数，约为兄弟以和亲，冒顿乃少止。后燕王卢绾复后，率其党且万人降匈奴，往来苦上谷以东，终高祖世。”“书至，汉议击与和亲孰便，公卿皆曰：‘单于新破月氏，乘胜，不可击也。且得匈奴地，泽卤非可居也，和亲甚便。’汉许之。”“老上稽粥单于初立，文帝复遣宗人女翁主为单于阏氏”“匈奴日以骄，岁入边，杀略人民甚众，云中、辽东最甚，郡万余人。汉甚患之，乃使使遗匈奴书，单于亦使当户报谢，复言和亲事。”“后四年，老上单于死，子军臣单于立，而中行说复事之。汉复与匈奴和亲。”
8. ↑   (PDF).   [2010-10-10]. （原始内容 (PDF)存档于2014-08-19）.